# Theodor Uliana Starck
Theodor Uliana Starck, född den 19 juni 2004, är en svensk handbollsspelare (mttsexa) som representerar det norska laget Elverum Håndball och det svenska landslaget där medverkar som utvecklingsspelare och i ligalandslaget.
2024 ingick Theodor Uliana Starck i det svenska U20-landslaget som slutade på en femte plats i EM. Han uttogs till All Star Teamet som bästa försvarare.